# Шомша
Шомша (устар. Баран) — озеро в Касимовском районе Рязанской области в бассейне реки Оки в 0,5 км на восток от села Ибердус.
Озеро расположено в 1-2 км от реки Оки, и тянется параллельно ей.
Длина озера примерно 2,5 — 3 км, в ширину озеро достигает 120—130 метров.
Озеро питает речка Талая, впадая в озеро с юга, и вытекая из него с севера, ручьи (два самых крупных, не пересыхающих, берут начало в ближайшем селе Ибердус), также озеро соединено протоками с соседними полуболотистыми озёрами (самое крупное из них оз. Лынца). Речка Талая, вытекающая из озера на севере, почти сразу впадает в Оку.
Упоминается в источнике от 1887 года как озеро «Баран»: «<…> В состав прихода входят деревни <…> и деревня Ибердус при озере Баран с 355 дворами <…>».